# Parque nacional Boma
El Parque nacional Boma es un área natural protegida en Sudán del Sur, se encuentra localizada al sureste de ese país, en el estado de Junqali cerca de la frontera con Etiopía. Fue declarado parque nacional en 1986 y cuenta con una extensión de 22.800 km² de sabana y terreno inundable.

## Geografía
La altitud del parque varía de oeste a este, desde la planicie africana, hasta la zonas montañosas cercanas a Etiopía. Al oeste la altitud es de 420 m s. n. m. y varía de forma ascendente, mientras se extiende al este alcanzando los 1.100 m s. n. m. La vegetación cambia de según la altitud, los bosques de acacia predominan al oeste y conforme se va elevando el terreno cambia de bosques de hoja caduca por bosques de montaña. Al norte y sur del parque los terrenos son en su mayoría pantanosos.

## Especies
En el parque habita un importante número de especies animales de la sabana africana, entre ellos varios antílopes como el kobus kob, por el cual se declaró la protección de la zona, para conservar su población migratoria. También se encuentran otras especies como el tiang, la gazella thomsoni, el búfalo africano, elefante africano, leopardo, jirafa, cebra de planicie, oryx, alcelafo y el guepardo. 
Se estima que hay unos 30 tipos de aves rapaces, también es el destino de varias aves migratorias europeas y lugar de anidamiento del picozapato. Las especies del parque se han visto amenazadas por los recientes conflictos internos en Sudán.
El vecino parque nacional de Gambela en Etiopía protege especies similares.